# E lui pescava/L'orizzonte
E lui pescava/L'orizzonte è un singolo di Orietta Berti pubblicato nel 1972 dalla casa discografica Polydor.

## Descrizione
Con il brano E lui pescava, la cantante gareggia a Canzonissima 1972 arrivando alla serata finale, in seguito dichiarerà di non avere mai amato quel brano.

## Tracce
1. E lui pescava
2. L'orizzonte